# Blé barbu

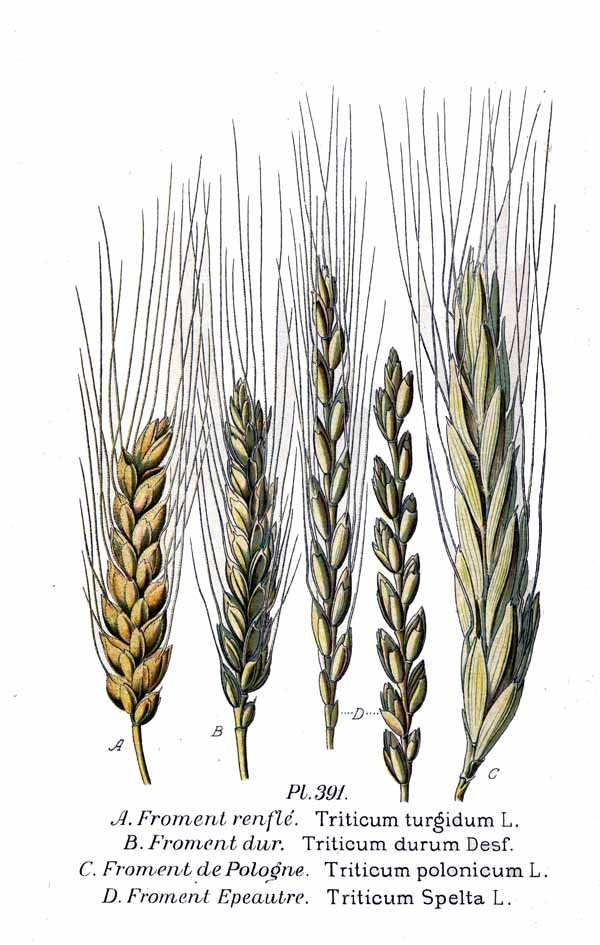
Exemples de blés barbus (blé poulard, blé dur, blé de Pologne, épeautre).

On appelle blé barbu les espèces et variétés de blé dont l’épi est barbu, chaque grain arborant une barbe ou arête plus ou moins longue. D'autres céréales (orge, seigle, épeautre, engrain, etc.,) présentent cette caractéristique qui constitue une protection contre les prédateurs. Les arêtes jouent aussi un rôle dans la dispersion des graines et leur enfouissement dans le sol, ainsi que dans la photosynthèse et la respiration.
Les arêtes sont généralement insérées à l'extrémité de la lemme, l'une des glumelles entourant le fleuron, dont l'ovaire se transforme en grain après la fécondation.
Les blés durs sont généralement barbus tandis que la plupart des cultivars de blé tendre sont sans arêtes. La présence d'arêtes est gouvernée par des facteurs génétiques. On a identifié chez les blés hexaploïdes trois gènes dominants déterminants l'absence d'arêtes : Hd, B1 et B2 
. 
Ce type de blé est parfois implanté en ceinture des cultures pour décourager en fin de végétation le grand gibier, tel que les chevreuils et sangliers.